# Giulio Maria della Somaglia
Giulio Maria Cavazzi della Somaglia (Piacenza, 29 luglio 1744 – Roma, 2 aprile 1830) è stato un cardinale italiano, cardinale segretario di Stato con papa Leone XII dal 1824 al 1828.

## Biografia
Nacque a Piacenza il 29 luglio 1744 dalla nobile famiglia Cavazzi della Somaglia. Era figlio di Carlo Orazio e di sua moglie, Marianna Fenaroli.
Dopo i suoi studi a Roma ottenne il dottorato nel 1773 in utroque iure e fu nominato da papa Clemente XIV prelato della casa pontificia. Il Papa lo nominò segretario della congregazione per i riti e lo trasferì in seguito, nel febbraio 1787, alla Congregazione per i Vescovi.
Fu ordinato presbitero il 2 giugno 1787. Già l'anno successivo, il 15 dicembre 1788, fu nominato patriarca titolare di Antiochia. Fu presto promosso vicario generale per Roma e prefetto della Congregazione per i vescovi.
Papa Pio VI lo elevò al rango di cardinale nel concistoro del 1º giugno 1795 con il titolo di Santa Sabina. Nel 1798 fu promosso arciprete della Basilica patriarcale di San Giovanni in Laterano e nel 1800 quale prefetto della Congregazione per i riti. Il 20 luglio 1801 ricevette il titolo di Santa Maria sopra Minerva.
Nel frattempo, dopo il ritorno del Papa dalla prigionia francese, fu nominato, nel restaurato Stato della Chiesa, segretario della Congregazione per la dottrina della fede.
Negli anni successivi fu poi nominato cardinale vescovo prima con il titolo di Frascati (26 settembre 1814), poi di San Lorenzo in Damaso (2 ottobre 1818), di Porto e Santa Rufina (21 dicembre 1818) e, infine, di Ostia (29 maggio 1820).
Malgrado fosse già ottantenne, fu nominato Cardinale Segretario di Stato da papa Leone XII in sostituzione dell'espertissimo Ercole Consalvi, dei cui consigli il Cavazzi della Somaglia avrebbe tuttavia continuato ad avvalersi se il predecessore - nel frattempo nominato prefetto di Propaganda fide - non fosse morto il 24 gennaio 1824. Al conclave del 1823 fu il candidato della Francia e dell'Impero austriaco, ottenendo dodici voti.
Morì il 2 aprile 1830 all'età di 85 anni, poco più di un anno dopo la morte del - di lui ben più giovane - papa Leone XII.

## Genealogia episcopale e successione apostolica
La genealogia episcopale è:
- Cardinale Scipione Rebiba
- Cardinale Giulio Antonio Santori
- Cardinale Girolamo Bernerio, O.P.
- Arcivescovo Galeazzo Sanvitale
- Cardinale Ludovico Ludovisi
- Cardinale Luigi Caetani
- Cardinale Ulderico Carpegna
- Cardinale Paluzzo Paluzzi Altieri degli Albertoni
- Papa Benedetto XIII
- Papa Benedetto XIV
- Papa Clemente XIII
- Cardinale Marcantonio Colonna
- Cardinale Giacinto Sigismondo Gerdil, B.
- Cardinale Giulio Maria della Somaglia

La successione apostolica è:
- Arcivescovo Vincenzo Maria Mossi de Morano (1796)
- Vescovo Girolamo Pavesi (1797)
- Vescovo Raimondo Luigi Vecchietti (1797)
- Vescovo Giuseppe Bolognese (1797)
- Vescovo Salvatore de Luca (1797)
- Vescovo Vincenzo Torrusio (1797)
- Arcivescovo Camillo Cattaneo della Volta (1797)
- Vescovo Paolo Garzilli (1797)
- Arcivescovo Michele Arcangelo Lupoli (1797)
- Vescovo Michele Natale (1797)
- Arcivescovo Bernardo Maria Cenicola, O.F.M.Disc. (1797)
- Arcivescovo Annibale de Leo (1798)
- Vescovo Filippo Speranza (1798)
- Vescovo Fabrizio Cimino, C.SS.R. (1798)
- Vescovo Michele Palmieri (1798)
- Vescovo Florido Pierleoni, C.O. (1802)
- Vescovo Giulio de' Rossi (1804)
- Arcivescovo Vincenzo Calà (1805)
- Vescovo Michele Sanseverino (1805)
- Vescovo Bartolomeo Cesare (1805)
- Vescovo Francesco Antonio Mondelli (1805)
- Vescovo Niccolò Laparelli (1805)
- Vescovo Luca Amici (1815)
- Vescovo Martino Leonardo Brandaglia (1815)
- Vescovo Francesco Saverio Pereira (1815)
- Vescovo Giuseppe Stanislao Gentili di Santa Sofia (1815)
- Vescovo Nicola Serarcangeli (1817)
- Vescovo Francesco Ridolfi (1817)
- Vescovo Luigi Sanvitale (1817)
- Vescovo Carlo Scribani Rossi (1817)
- Vescovo Antonino Faà di Bruno (1818)
- Vescovo Federico Guarini, O.S.B. (1818)
- Vescovo Girolamo Manieri (1818)
- Arcivescovo Giovanni Antonio de Fulgure, C.M. (1818)
- Vescovo Domenico Ricciardone (1818)
- Vescovo Nicola Antonio Montiglia (1818)
- Vescovo Carlo Maria Lenzi, Sch.P. (1818)
- Vescovo Francesco Saverio Domeniconi (1818)
- Vescovo Pietro Balducci, C.M. (1818)
- Vescovo Carlo Filesio Cittadini (1818)
- Vescovo Stanislao Lucchesi (1818)
- Vescovo Antonio Maria Borghi (1818)
- Vescovo Antonio Maria Casabianca (1819)
- Vescovo Gelasio Serao (1819)
- Vescovo Leopoldo Corigliano (1819)
- Vescovo Gaetano Barbaroli (1819)
- Cardinale Luigi Lambruschini, B. (1819)
- Cardinale Ignazio Nasalli-Ratti (1819)
- Vescovo Pierre de Glory (1820)
- Vescovo Carmelo Cordiviola (1820)
- Arcivescovo Giuseppe Vincenzo Airenti, O.P. (1820)
- Arcivescovo Vincenzo Massi (1821)
- Vescovo Modesto Farina (1821)
- Vescovo Adeodato Venturini, O.S.B.Cas. (1821)
- Vescovo Angiolo Maria Gilardoni (1821)
- Patriarca Antonio Luigi Piatti (1821)
- Cardinale Alessandro Giustiniani (1822)
- Vescovo Francesco Maria Coppola (1822)
- Arcivescovo Faustino Zucchini (1822)
- Cardinale Lorenzo Girolamo Mattei (1822)
- Cardinale Carlo Odescalchi, S.I. (1823)
- Arcivescovo Filippo Filonardi (1823)
- Vescovo Francesco Maria Zoppi (1823)
- Vescovo Pietro Maria d'Agostino (1823)
- Vescovo Giovanni Fortunato Paternò di Manganelli, C.R. (1823)
- Cardinale Giacinto Placido Zurla, O.S.B.Cam. (1824)
- Vescovo Lodovico Loschi (1824)
- Vescovo Andrea Maria Rispoli, C.SS.R. (1826)
- Arcivescovo Carlo Giuseppe Benedetto Mercy d'Argenteau (1826)
- Cardinale Emmanuele De Gregorio (1829)